# Aleksander Bajak
Aleksander Bajak (ur. 1916) – rolnik, polski „Sprawiedliwy wśród Narodów Świata”.

## Życiorys
Podczas II wojny światowej wraz z żoną Teofilą ukrywał Żyda Jakuba Hersza Grinera (później Grzegorz Pawłowski), pochodzącego z niezwykle religijnej rodziny z Zamościa. Skrytka, w której starali się zapewnić mu bezpieczeństwo, mieściła się w ich domu, w Lipsku-Polesiu - wsi oddalonej od Białowoli o ok. 3 km. Aleksander nie zważając na ryzyko zaangażował Jakuba w pracę na roli, ten zaś pomagał mu paść krowy. Dbał o swojego podopiecznego zapewniając mu ubranie i jedzenie. Po jakimś czasie Jakub uciekł jednak do Tomaszowa Lubelskiego, gdzie doczekał wyzwolenia i został ochrzczony, a później - w Lublinie, przyjął święcenia kapłańskie. 
12 lipca 2001 roku Instytut Jad Waszem uhonorował Aleksandra Bajaka wraz z małżonką medalem „Sprawiedliwy wśród Narodów Świata”.